# Линдльгрубер, Курт
Курт Линдльгрубер (нем. Kurt Lindlgruber; 1 ноября 1934, Штайр) — австрийский гребец-байдарочник, выступал за сборную Австрии на всём протяжении 1960-х годов. Участник двух летних Олимпийских игр, серебряный призёр чемпионата мира, бронзовый призёр чемпионата Европы, победитель многих регат национального и международного значения.

## Биография
Курт Линдльгрубер родился 1 ноября 1934 года в городе Штайре.
В 1964 году в возрасте 29 лет прошёл квалификацию на летние Олимпийские игры в Токио — в составе четырёхместного экипажа, куда также вошли спринтеры Курт Хойбуш, Гюнтер Пфафф и Эрнст Зефера, стартовал на километровой дистанции, но сумел дойти лишь до стадии полуфиналов, где финишировал последним четвёртым.
Первого серьёзного успеха на взрослом международном уровне добился в 1966 году, когда попал в основной состав австрийской национальной сборной и побывал на чемпионате мира в Восточном Берлине, откуда привёз награду серебряного достоинства, выигранную в зачёте четырёхместных байдарок на дистанции 1000 метров совместно с такими гребцами как Гюнтер Пфафф, Хельмут Хедигер и Герхард Зайбольд — в финале их обошёл только экипаж из Румынии. Год спустя выступил на чемпионате Европы в западногерманском Дуйсбурге, где получил бронзовую медаль в четвёрках на десяти километрах.
Благодаря череде удачных выступлений Линдльгрубер удостоился права защищать честь страны на Олимпийских играх 1968 года в Мехико — в составе того же четырёхместного экипажа на тысяче метрах благополучно преодолел стартовый этап и полуфинальную стадию, однако в решающем заезде финишировал лишь седьмым из девяти команд. Вскоре по окончании этих соревнований принял решение завершить карьеру профессионального спортсмена, уступив место в сборной молодым австрийским гребцам.